# Katualda
Katualda – markomański arystokrata i władca państwa markomańskiego w 19 i, niewykluczone, w 20 n.e.
Wygnany z państwa Marboda z niewyjaśnionych powodów, osiedlił się na północy wśród Gotów, zamieszkujących tereny obecnego Pomorza. Kiedy pozycja Marboda osłabła na skutek porażki w wojnie z Arminiuszem i buntu licznych podległych plemion, Katualda (niewykluczone, że przy dyplomatycznej i materialnej pomocy Rzymian), wkroczył na czele silnego oddziału w granice państwa Marboda, zadał mu klęskę, zmuszając go do ucieczki, a stolicę jego państwa, Marobudum, zniszczył. Zasiadł wtedy na tronie władcy Markomanów. Jednak w tym samym lub najdalej w następnym roku został obalony przez władcę Hermundurów Wibiliusza i ratował się ucieczką na terytorium rzymskie. Rzymianie pozwolili mu osiedlić się w Forum Iulii w Galii Narbońskiej. Upadek Katualdy ostatecznie zakończył okres wielkiej potęgi Markomanów. 